# Borassus
Borassus es un género con 10 especies de plantas con flores perteneciente a la familia  de las palmeras (Arecaceae).  

## Distribución y hábitat
Es nativa de las regiones tropicales de África, Asia y Nueva Guinea. 

## Descripción
Se trata de altas palmeras , capaces de crecer hasta los 30 m de alto.  Las hojas son largas, en forma de abanico, de 2 a 3 m de longitud. Las flores son pequeñas, densamente agrupadas en espigas, seguidas por grandes y redondos frutos de color marrón.

## Usos
Son económicamente útiles y ampliamente cultivadas en las regiones tropicales. Esta palma ha sido durante mucho tiempo uno de los más importantes árboles de Camboya y la India, donde se utiliza de 800 formas diferentes.  Las hojas se utilizan para esteras, canastos, abanicos, sombreros, paraguas, y como  material de escritura. En Indonesia, las hojas de esta planta eran utilizadas anteriormente en la antigua cultura como papel, conocido como Lontar y también es un símbolo de Camboya pues este árbol  crece en torno a Angkor Wat. Los jemer lo llaman Tnaot. Puede vivir 100 años o más.
Las hojas de tamaño adecuado de forma y textura, con la suficiente madurez, son elegidas y entonces sazonadas y hervidas por ebullición en agua salada con cúrcuma en polvo. Las hojas se secan y cuando están lo suficiente secas, son pulidas con piedra pómez. Luego se cortan en el tamaño adecuado con un agujero en una esquina. De cada hoja saldrán cuatro páginas parecidas al papiro. La escritura se hace con  lápiz. 
Los tallos se utilizan para fabricar cercas y producir también una fuerte fibra adecuada para cordeles y cepillos.  La madera es de color negro, dura, pesada y duradera y es de gran valor para la construcción.
El árbol también produce muchos tipos de alimentos. Las plantas jóvenes se cocinan como un vegetal o tostadas como alimento.  Los frutos se comen crudos o asados, y las jóvenes semillas también son comestibles. 
Este árbol es muy respetado en la cultura tamil. Es natural, entonces, llamarlo un "karpaha" o árbol celestial, porque todas sus partes sin excepción podría ser utilizada por el hombre. Es el árbol oficial de Tamil Nadu.

## Taxonomía
El género fue descrito por Carlos Linneo y publicado en Species Plantarum 2: 1187. 1753. La especie tipo es: Borassus flabellifer L.
Etimología
Borassus: nombre genérico que se dice se deriva de borassos, una inflorescencia inmadura de la palmera datilera, pero el por qué Linneo utilizó este nombre no está claro.

## Especies
- Borassus aethiopum Mart.

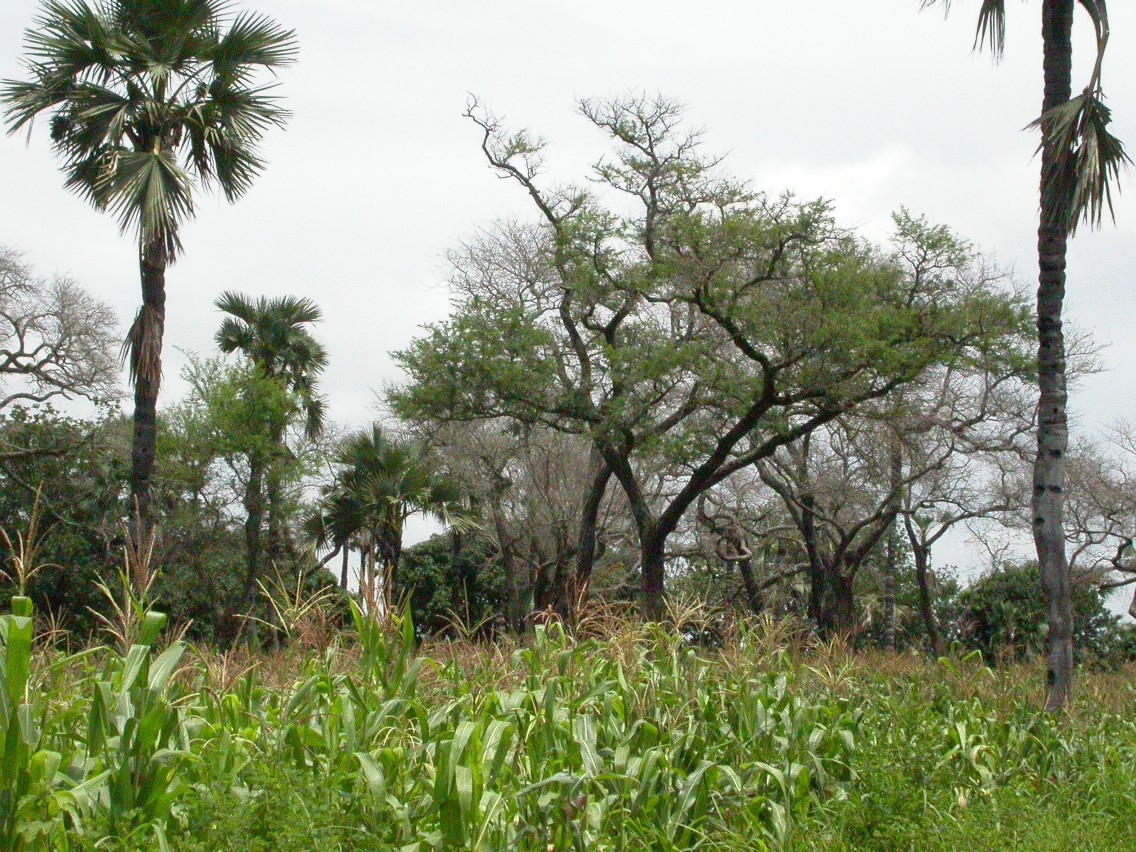
Cultivo de sorgo bajo Borassus akeassii y Faidherbia albida cerca de Banfora, Burkina Faso

- Borassus akeassii Bayton, Ouédr. & Guinko
- Borassus flabellifer L.
- Borassus heineanus Becc.
- Borassus madagascariensis (Jum. & H.Perrier) Bojer ex Jum. & H.Perrier
- Borassus sambiranensis